# Sœurs de la charité de Saint-Vincent-de-Paul (Halifax)
Ne doit pas être confondu avec Filles de la charité de Saint-Vincent-de-Paul.
Les Sœursde la charité de Saint-Vincent-de-Paul d'Halifax sont une congrégation religieuse féminine enseignante et sociale de droit pontifical membre de la fédération des Sœurs de la charité.

## Historique

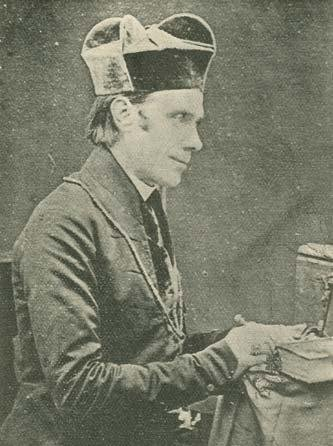
William Walsh, fondateur de la congrégation

En 1849, William Walsh, évêque du diocèse de Halifax, demande aux Sœurs de la charité de New York de venir enseigner les enfants catholiques dont beaucoup sont des immigrants irlandais. Le 11 mai 1849, quatre sœurs de la charité de New York arrive à Halifax, elles prennent la direction d'écoles paroissiales et d'orphelinats en Nouvelle-Écosse et commencent à servir comme infirmières dans les hôpitaux. 
Le 17 février 1856, avec l'autorisation du pape Pie IX, les Sœurs de Halifax deviennent un institut religieux indépendant de la congrégation de New York. En juillet 1900, une communauté de religieuses en service à l'université Saint-Francis-Xavier à Antigonish se sépare des Sœurs de Halifax pour donner naissance aux Sœurs de Sainte-Marthe. 
L'institut reçoit le décret de louange le 17 mai 1908 de la congrégation de la propagation de la foi.

## Activités et diffusion
Les Sœurs de la charité de Halifax se consacrent à l'enseignement, à la promotion sociale et à la pastorale. 
Elles sont présentes au Canada, aux États-Unis, aux Bermudes, en République dominicaine et au Pérou.
La maison-mère se trouve à Halifax.
En 2017, la congrégation comptait 326 sœurs dans 123 maisons.